# Río Quepe
El río Quepe es un curso natural de agua que nace en las laderas oeste del volcán Llaima y fluye con dirección general poniente para confluir con el río Cautín en la Región de La Araucanía.

## Trayecto
Nace en la laguna Quepe, en la falda occidental del volcán Llaima. Su curso va de este a oeste con 112 km a través del Valle Central. Cherquenco, San Patricio y Vilcún son poblaciones que va visitando en su camino mientras lo alimentan una gran cantidad de esteros que van engrosando sus aguas por el Sur: el estero Pichilleuquej, el estero Sollinco; el estero Puello; el río Huichahue, estero Huilquilco; el estero Boroa, etc.
Su confluencia con el río Cautín ocurre en Villa Almagro, al sur de Nueva Imperial.

## Caudal y régimen
La hoya hidrográfica del río Cautín o Imperial con sus afluentes los ríos Quepe y Muco muestra un notorio régimen pluvial, con sus crecidas en invierno, producto de lluvias invernales. En años lluviosos las crecidas ocurren entre mayo y agosto, mientras que los menores lo hacen entre enero y marzo. En años normales y secos la influencia pluvial sigue siendo de importancia, produciéndose sus mayores caudales entre junio y agosto. El período de menores caudales se presenta en el trimestre dado por los meses de enero, febrero y marzo.: 62 

Curvas de variación estacional
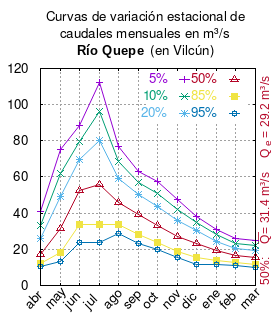
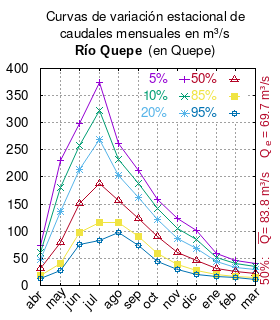

El caudal del río (en un lugar fijo) varía en el tiempo, por lo que existen varias formas de representarlo. Una de ellas son las curvas de variación estacional que, tras largos periodos de mediciones, predicen estadísticamente el caudal mínimo que lleva el río con una probabilidad dada, llamada probabilidad de excedencia. La curva de color rojo ocre (con {\displaystyle {\color {Red}\vartriangle }}) muestra los caudales mensuales con probabilidad de excedencia de un 50%. Esto quiere decir que ese mes se han medido igual cantidad de caudales mayores que caudales menores a esa cantidad. Eso es la mediana (estadística), que se denota Qe, de la serie de caudales de ese mes. La media (estadística) es el promedio matemático de los caudales de ese mes y se denota {\displaystyle {\overline {Q}}}. 
Una vez calculados para cada mes, ambos valores son calculados para todo el año y pueden ser leídos en la columna vertical al lado derecho del diagrama. El significado de la probabilidad de excedencia del 5% es que, estadísticamente, el caudal es mayor solo una vez cada 20 años, el de 10% una vez cada 10 años, el de 20% una vez cada 5 años, el de 85% quince veces cada 16 años y la de 95% diecisiete veces cada 18 años. Dicho de otra forma, el 5% es el caudal de años extremadamente lluviosos, el 95% es el caudal de años extremadamente secos. De la estación de las crecidas puede deducirse si el caudal depende de las lluvias (mayo-julio) o del derretimiento de las nieves (septiembre-enero).

## Historia
Francisco Solano Asta-Buruaga y Cienfuegos  escribió en 1899 en su Diccionario Geográfico de la República de Chile sobre el río:
Quepe.-—Río del departamento de Temuco y afluente del Cautín. Procede de las faldas occidentales del monte de Llaima, y corre hacia el O. por más de la mitad de su curso y después hacia el NO. hasta ir morir en la izquierda de ese río poco más arriba de donde entra en éste por su ribera norte ó derecha el Cholchol. Recibe los riachuelos de Paracahuín, Huichahue y otros pequeños, pero no es de mucho caudal y de un curso que no pasa de 60 kilómetros. Sus márgenes son bastante amenas y pobladas de árboles, y de las del norte se extiende hacia la ribera sur del Cautín la comarca de Maquegua, confinante por el O. con la de Voroa, la cual contenía primitivamente muchas familias de los indios belicosos. El nombre significa tepe ó césped.